# Bowie (Arizona)
Bowie ist eine sogenannte Unincorporated Area und ein politisch unselbständiges Gebiet in Cochise County, Arizona, in den Vereinigten Staaten. Die Volkszählung von 2010 ergab für Bowie eine Bevölkerungsanzahl von 449.

## Geschichte
Die Southern Pacific baute 1880 eine Eisenbahnlinie durch das östliche Arizona, mit einem Halt in Bowie. Nach dem Errichten einer Anschlussstelle zu östlichen Eisenbahnlinien in Deming (New Mexico), im März 1881 war diese Linie die zweite transkontinentale Eisenbahnstrecke durch die Vereinigten Staaten.
Die Gemeinde erhielt ihren Namen nach dem früheren Fort Bowie.

## Demographie
Bowie erschien erstmals 1910 im U.S. Census als „Bowie Precinct“ (Wahlbezirk) in Cochise County. 1920 und 1930 wurde es erneut als Wahlbezirk geführt. Die Volkszählung von 1930 verzeichnete eine mehrheitlich weiße Bevölkerung. 1960 betrug die Bevölkerung 650. 2010 wurde Bowie zum sogenannten „census-designated place (CDP)“ („zu Statistikzwecken definiertes Siedlungsgebiet“).

## Lage und Nachbargemeinden
Die Gemeinde liegt an der Interstate 10 im östlichen Arizona nahe der westlichen Grenze zu New Mexico. Sie liegt westlich des San Simon Valley sowie an den nordöstlichen Ausläufern der Dos Cabezas Mountains. An der Interstate 10 liegt Willcox (Arizona) bei der Willcox Playa in westsüdwestlicher Richtung; San Simon (Arizona) und Road Forks-Lordsburg (New Mexico) liegen im Osten.

## Information
Der ZIP Code für Bowie ist 85605; 2010 betrug die Bevölkerungsanzahl 449 für das Gebiet mit dem ZIP Code 85605 (ZCTA).

## Popkultur
Bowie erhielt einige Aufmerksamkeit, als es als Heimatstadt des Action-Helden John Rambo genannt wurde. Dies geschah erstmals in Rambo II – Der Auftrag und wurde weiter ausgearbeitet in Rambo III. Im Film John Rambo von 2008 sah man Bowie zum ersten Mal im Film, obwohl eben diese Szene eigentlich in Südkalifornien gedreht wurde. Rambo: Last Blood aus dem Jahr 2019 spielt gänzlich in Bowie und in Mexiko, gedreht wurde aber auch dieser Film nicht in Arizona.

## Klima
Bowie hat ein weitgehend semi-arides bzw. Wüstenklima (Köppen BSk/BWk/BSh/BWh) mit sehr heißen Sommern, unterbrochen durch Monsunregen, und milde, im Allgemeinen trockene Winter mit kalten Nächten. Typischerweise steigt die Temperatur an 26,9 Tagen über 37,8 °C und an 119 Tagen über 32,2 °C, wobei im Sommer nur wenige Tage mit ungewöhnlich starkem Regen diese Marke nicht überschreiten. Im Winter liegen typischerweise 63.6 Nächte unterhalb des Gefrierpunkts, mit der tiefsten je gemessenen Temperatur von −16,1 °C am 9. Dezember 1978 – obwohl die Trockenheit bedeutet, dass nur an einem Tag in drei oder vier Wintern der Gefrierpunkt nicht überschritten wird und nur 6,4 Tage pro Winter nicht über 10 °C liegen. Der durchschnittliche Schneefall beträgt 0,07 Meter, aber der Median liegt bei Null, so dass in den meisten Wintern keine messbaren Niederschläge zu verzeichnen sind, obwohl im Januar 1978 22 cm fielen.
Seit 1899 war das nasseste Kalenderjahr 1914 mit 507,0 mm und das trockenste 1956 mit 76,5 mm, während der nasseste Monat der Juli 1919 mit 162,1 mm und der nasseste Tag der 30. Oktober 1951 mit 69,9 mm war.